# Benjamin Tucker

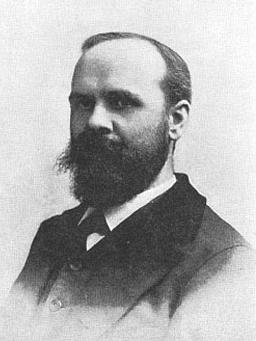
Benjamin Ricketson Tucker

Benjamin Ricketson Tucker (* 17. April 1854 in South Dartmouth, Massachusetts; † 22. Juni 1939 in Monaco) war ein US-amerikanischer Journalist und Anarchist.

## Leben
1881 gründete Tucker die Zeitschrift „Liberty“, die bis 1908 erschien. Die „Liberty“ bot eine vielgenutzte und einflussreiche Plattform für unterschiedliche Vertreter eines radikalen Konzepts von Freiheit.
Tucker wurde von Zeitgenossen als ein angenehmer, höflicher und umgänglicher Gentleman beschrieben. Er wurde auch als militanter Kritiker und brillanter Redner mit einnehmender und beeindruckender Persönlichkeit bezeichnet. Als Tucker 1908, nachdem ein Brand seinen Verlag ruiniert hatte, die Herausgabe der „Freiheit“ überraschend einstellte und nach Frankreich übersiedelte, war die individualanarchistische Szene Amerikas ihrer wichtigsten Figur beraubt.

## Denken
Tucker stand zunächst in der Tradition nordamerikanischer Freiheitsdenker wie Thomas Jefferson, Josiah Warren, Lysander Spooner, Ralph Waldo Emerson und Henry David Thoreau. Bald kam der Einfluss der europäischen Anarchisten Pierre-Joseph Proudhon und Michail Bakunin hinzu, deren wichtigere Schriften er ins Englische übersetzte und herausgab.
Tucker war einer der Begründer des Individualanarchismus. Anfänglich auf Kant zurückgehend betonte dieses Konzept des Anarchismus die „gleiche Freiheit aller“. Später bezog sich Tucker vornehmlich auf Max Stirner, dessen Buch Der Einzige und sein Eigentum (1845) er in seinem Verlag 1907 erstmals in englischer Übersetzung herausbrachte (The Ego and His Own). Wie viele Anarchisten war Tucker konsequenter Gegner des autoritären Kommunismus und des Staatssozialismus. Seine Position bezeichnete er als anarchischen Sozialismus. Weil Tucker ein konsequenter Ablehner des Staatsprinzips war, verweigerte er jahrelang die Zahlung von Steuern und nahm dafür Haftstrafen in Kauf.
Tucker argumentierte, dass die bedauernswerte Situation der amerikanischen Arbeiter aus vier legalen Monopolen herrührte, die sich aus staatlichem Autoritarismus speisen: Geldmonopol, Landmonopol, Zoll und Patenten.
In Deutschland vertraten der Dichter und Schriftsteller John Henry Mackay sowie der Autor Kurt Zube die Lehren Tuckers.